# Petrosiidae
I Petrosidi (Petrosidae Van Soest, 1980) sono una famiglia di spugne dell'ordine degli Aploscleridi.

## Tassonomia
Comprende i seguenti generi:
- Acanthostrongylophora
- Neopetrosia
- Petrosia (sin.: Chalinohaphis, Chalinorhaphis, Pharetronema, Rayneria, Schmidtia, Strongylophora)
- Xestospongia (sin.: Densa, Quepanetsal)